# Markuška
Markuška este o comună slovacă, aflată în districtul Rožňava din regiunea Košice. Localitatea se află la altitudinea de 381 m deasupra n.m., se întinde pe o suprafață de 6,81 km2 și în 2017 număra 154 de locuitori. Se învecinează cu comuna Hanková.

## Istoric
Localitatea Markuška este atestată documentar din 1311.

## Demografie
| An:                | 1994 | 2004   | 2014   | 2024    |
| ------------------ | ---- | ------ | ------ | ------- |
| Număr de persoane: | 174  | 179    | 167    | 147     |
| Diferență:         |      | +2,87% | −6,70% | −11,97% |

| An:                | 2023 | 2024 |
| ------------------ | ---- | ---- |
| Număr de persoane: | 150  | 147  |
| Diferență:         |      | −2%  |